# Гоминон, Ив
Ив Франсуа Жак Гоминон (фр. Yves François Jacques Gominon; Пустой шаблон {{ВД-Преамбула}} ) — французский баскетболист, лёгкий форвард. Участник летних Олимпийских игр 1956 года.

## Биография
Ив Гоминон родился 5 июля 1933 года во французском городе Клермон-Ферран.
Играл в баскетбол на позиции лёгкого форварда. Играл в чемпионате Франции за «Атлантик» из Нанта и «Шораль Роан». В 1953 году в составе «Нанта» стал чемпионом страны.
8 сентября 1951 года дебютировал в составе сборной Франции в Белграде в товарищеском матче с Югославией (46:56).
В 1954 году в составе сборной Франции участвовал в чемпионате мира в Сан-Паулу, где французы заняли 4-е место. Провёл 2 матча, набрал 14 очков (10 в матче со сборной Уругвая, 4 — с США).
В 1956 году вошёл в состав сборной Франции по баскетболу на летних Олимпийских играх в Мельбурне, занявшей 4-е место. Играл на позиции лёгкого форварда, провёл 2 матча, набрал 7 очков (6 в матче со сборной Уругвая, 1 — с Сингапуром).
В 1951—1958 годах провёл за сборную Франции 33 матча, набрал 49 очков.
В 1950-е годы был тренером «Нанта».
Умер 28 марта 2016 года во французском городе Рьом.